# 35毫米膠片

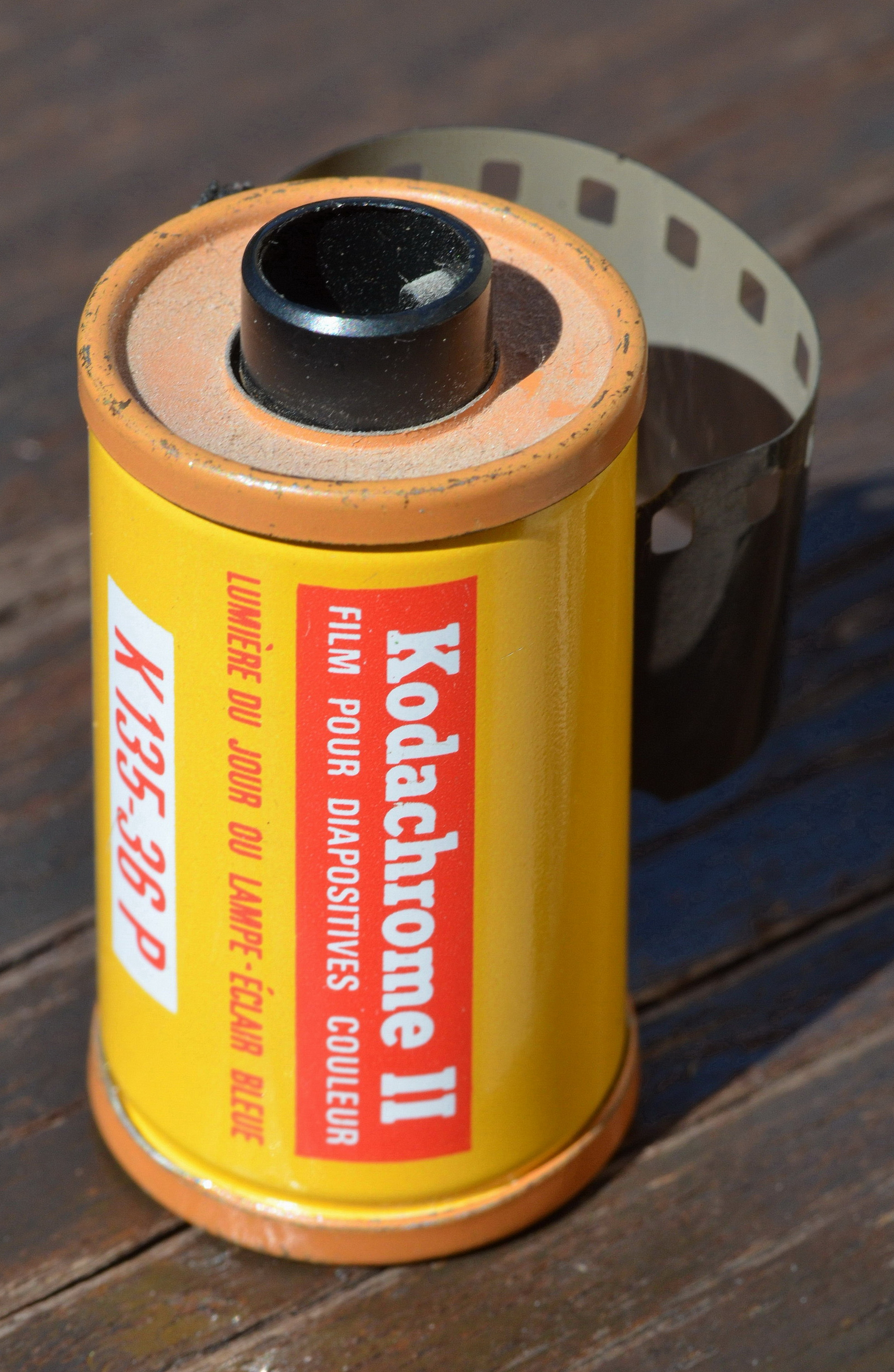
35 mm規格的膠片暗盒，在攝影中稱爲135膠片。Kodachrome II 彩色膠片 — 標記着36張曝光數的最大拍攝能力。

35毫米膠片是一種廣泛用於活動影像拍攝和化學成像攝影的膠片尺寸規格。在攝影中也稱爲135膠片。尺寸的命名指明了這種膠片的寬度，其介於34.98±0.03毫米（1.377 ±0.001英寸）之間。標準的電影膠片規格是四個齒孔一幀，因此是每尺16幀畫面。 而對於攝影，標準的一幀兩側分別有八個齒孔。
從19世紀晚期到20世紀早期，大量的照相機和投影系統分別發明、使用了很多不通用的尺寸，比如說13毫米到75毫米膠片。這種情況導致照相機、投影儀和其他設備必須校準到每種尺寸。而35毫米寬度的膠片規格，最早定格爲1.375英寸，是在1892年由威廉·迪克森和托馬斯·愛迪生發明的，使用在了喬治·伊士曼生產的膠片上。電影膠片每四個齒孔一幀的標準獲接受作爲國際標準則是在1909年，並由於35毫米膠片相對而言在膠片成本和圖像質量之間更好的衡量，這種規格獲保留作爲長期以來最主要的膠片尺寸，直到數位攝影技術和電影製作技術的興起。
膠片规格在應用中向来多樣化。比如可以修改用於錄製音軌，重新設計以創造出更安全的片基，重新配方以捕捉特定的顏色。伊士曼柯達公司，富士軟片，和愛克發·吉華是三家著名的提供35毫米膠片的公司。在21世紀數位電影技術興起之前，35毫米的電影膠片的流行讓它幾乎可以在全球任何一家電影院播放。

## 早期歷史
1880年喬治·伊士曼在紐約的罗切斯特開始製作乾式明膠底片。在 W. H. 沃克的合作下，伊士曼爲承載圖像的明膠塗層發明了一種紙質底層。雖然1887年漢尼拔·古德溫發明的的硝化棉片基是世界上第一種透明柔性的膠片，伊士曼的發明卻是第一種由大公司大量生產的產品。在1889年伊士曼意識到乾明膠和溴化物的乳膠混合可以作爲這種透明片基的塗料，從而消除使用紙張的必要。
伴隨軟膠片的到來，托馬斯·愛迪生很快開始了他自己的發明，電影放映機。該發明最初現於布魯克林藝術科學研究所1893年5月9日的展覽上，這臺電影放映機是給單人觀看的膠片循環投影系統。 愛迪生，在助手 W. K. L. 迪克森的協助下，緊接着又發明了聲音放映機，同時結合了愛迪生的圓筒留聲機和電影放映機的技術。從1892年三月開始，1893年到1896年，由紐約布萊曼相機有限公司和愛迪生合作，向他提供了伊士曼生產的膠片。最初布萊曼公司本只提供40毫米的原始電影膠片給愛迪生，這些膠片會在愛迪生的實驗室裏受剪裁和打孔用以製作1+⅜英寸（34.925毫米） 尺寸的膠片條，但在1894或1895年的某個時候，布萊曼開始給愛迪生寄送恰好符合所有標準的成品。愛迪生的光圈將每四個齒孔定義爲一幀的寬度，他還宣稱對他設計的35毫米電影膠片的全部專利權。也就是，每四個齒孔爲一幀，強迫他的膠片製作競爭對手，美國比沃格拉夫公司不得不使用68毫米，借用摩擦力喂片而非齒孔設計的膠片。1902年三月的一次法庭判決駁回了愛迪生的聲明，讓其他製造商也能開始無償使用愛迪生的35毫米膠片設計。在英國和歐洲大陸的膠片製造商，則因爲愛迪生申請專利失敗，已經開始投入生產了。
这一时期的电影胶片基本上不打齿孔，而是由电影制作人自己打出适合他们设备的孔。卢米埃兄弟就使用了一种每帧单齿孔的设计，两侧分别对齐画面中间的水平线。然而只有爱迪生设计的规格成为了第一种主流设计，并作为新成立的电影专利公司（爱迪生自己成立的商业信托公司）的“官方标准”。1909年公司同意成立如下标准：统一使用35毫米规格胶片，并采用爱迪生发明的齿孔和1.3倍的宽高比。

## 膠片的工作原理
摄影用的乳胶里面有数百万感光的卤化银晶体，每个晶体是由银和卤素（比如说溴，碘或氯）的化合物因为静电作用结合在一个立方结构内形成的。当晶体受到光的能量，自由移动的银离子就会产生一股不带电荷的原子流。这些小到在显微镜下也不能观察到的银原子集合，就构成了潜影。冲洗技术利用这些小颗粒来调整照片的密度，足够多的金属银就能呈现出可见的图像。

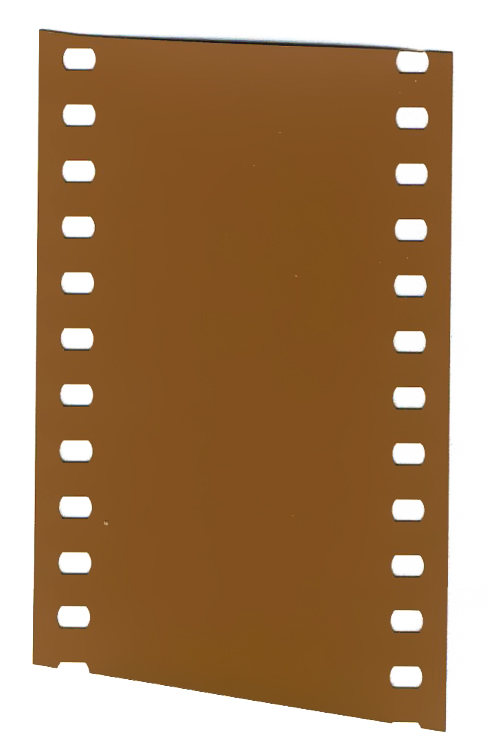
一条未冲洗的35毫米彩色负片胶片，两侧有BH式齿孔。

乳胶用一种透明的粘合剂叫底胶层（subbing layer）粘附在胶片片基上。有些胶片在片基底下会涂一种抗光晕涂层，主要是吸收光线的染料或是一层银或碳的薄膜（彩色负片上称为炭黑层）。如果没有这层涂层，高光亮点会渗入周围的乳胶（高光溢出），在片基的内层表面反射开，重曝乳胶，在明亮区域周围产生一圈光晕。抗光晕涂层也能处理静电堆积的问题，这在一些老黑白胶片上曾经是个大问题。当胶片以每秒460毫米以上的速度通过照相机时，会堆积出能量足够大的静电，产生一次足以使胶片感光的电火花。抗光晕涂层解决了这个问题。彩色胶片有多层溴化银乳胶，分别记录红、绿、蓝三种颜色。每一种溴化银微粒都有一种对应的显色剂微粒（除了柯达克罗姆胶卷，它的显色剂是在冲洗过程中加入的）。乳胶的最顶层对蓝色敏感，下面是黄色滤光层来阻止蓝光；再往下两层分别对绿色和红色敏感。
在黑白成像技术中，显像的第一步是将受曝光的溴化银微粒转化为银粒子 — 除此以外等量的色彩染料也会形成。蓝色敏感层中的显色剂会形成黄色的染料，绿色敏感层中会形成洋红色，而红色敏感层中会形成蓝绿色。而漂白步骤会将银粒子还原为溴化银，然后在定影和冲洗的步骤中将它们和未曝光的溴化银一起冲洗掉，最终只剩下色彩染料。
在1980年代伊士曼·柯达发明了T-颗粒（T代表“Tabular”，指扁平的颗粒），这种银盐颗粒拥有更大、更扁平的表面，相比传统不规则立方体的银盐结晶，同样数量的T-银盐颗粒可以接收更多光照，从而柯达解决了高速胶片（需要更高感光度——参照胶片速度）提高感光度而不会最终增加胶片的颗粒感的问题。同时胶片的宽容度也变得更好。有了T-颗粒技术，柯达重新调整了“EXR”生产线上的所有电影胶片，后来这条生产线整合到“MAX”摄影胶片项目。富士胶片紧跟发明了他们自己的颗粒技术，并将扁平颗粒技术应用在他们的SUFG（超细颗粒）Super F系列负片的生产上。1991年柯达因为将T-颗粒技术成功应用到电影胶片上获得了一项奥斯卡金像奖。伊尔福的Delta系列胶片也使用了类似的技术，称为核壳晶体技术。但乳胶颗粒技术相对而言只是决定胶片颗粒感的因素之一。